# Нічні вогні п'ятниці
Нічні вогні п'ятниці (англ. Friday Night Lights) — американський драматичний серіал, який розповідає про життя типових мешканців Середнього Заходу Америки в маленькому вигаданому містечку "Ділан" (англ. Dillon), штат Техас.  Все життя цього міста крутиться довкола шкільної команди з американського футболу, яка є символом і гордістю мешканців. Автори серіалу, використовуючи підґрунтям відносини людей у провінційному місті, показують все те, чим є сучасна американська культура: її сімейні цінності, шкільна система, расизм, наркотики, аборти та брак економічних можливостей.
Основою серіалу є адаптація книги "Friday Night Lights: A Town, a Team, and a Dream" американського письменника Гаррі Бісенджера (англ. H. G. Bissinger). 
Прем'єра серіалу відбулася третього жовтня 2006 року на каналі NBC. Після транслювання 2 сезонів, через низькі рейтинги, для порятунку серіалу було укладено контракт з DirecTV на спільне виробництво ще трьох сезонів. Останній епізод був показаний дев'ятого лютого 2011 року на 101 Network. Серіал мав високі відгуки критиків, завдячуючи неклішованим "живим" персонажам, реалістичному відображенні побуту й життєвих ситуацій.